# Kultura energetyczna
Kultura energetyczna - z etymologicznego punktu widzenia jest to humanistyczna strategia podejścia do spraw energii, zarówno ze strony jej producentów, jak i konsumentów, umożliwiająca rozwiązywanie problemów społecznych. 
Pojęcie kultury energetycznej związane jest między innymi z aspektami poszanowania energii. Pojęcie to można wpisać również w obszar kapitału kulturowego, do którego zalicza się także takie ściśle z energetyką  związane czynniki, jak kondycja moralnego społeczeństwa, zgodność zasad prawnych z odczuciami społecznymi dominujące zazwyczaj, kondycję nauki, kulturę polityczną, kulturę techniczną oraz kulturę życia codziennego. Kultura energetyczna może być ponadto składnikiem kultury ekologicznej.